# Lepilaena
Lepilaena là một chi thực vật có hoa trong họ Potamogetonaceae.